# アルフレッド・フィガロ
アルフレド・フィガロ・フィガロ（Alfredo Fígaro Fígaro , 1984年7月7日 - ）は、ドミニカ共和国サマナ州サマナ出身のプロ野球選手（投手）。
従兄弟はフェルナンド・ロドニーである。

## 経歴

### タイガース時代
2006年にアマチュア・フリーエージェントでデトロイト・タイガースと契約を結んだ。この年はルーキー級ガルフ・コーストリーグ・タイガースでプレーし14試合に登板、4試合で先発し3勝1敗、防御率0.70の成績を残した。
2007年はA級オネオンタ・タイガースに昇格し11試合に登板、4勝2敗、防御率3.38の成績をあげてレイクランド・タイガースに呼ばれた。レイクランドでは4試合に登板し0勝2敗であった。
2008年、A級ウェストミシガン・ホワイトキャップスに所属19試合に登板し完投勝利2回を含む12勝をあげて123イニングで96奪三振の成績を残した。このシーズンもレイクランドに呼ばれたが5試合に先発し0勝5敗、防御率4.91に終わった。
2009年、AA級エリー・シーウルブズに所属、4月にはイースタンリーグ週間MVPにも選ばれた。この年5勝2敗、防御率4.20の成績をあげた。同年6月20日、メジャーリーグに昇格。3試合に先発し17イニングで16奪三振をあげたが、防御率6.35で2勝2敗であった。
2010年、メジャーでは中継ぎを中心に8試合に登板。防御率6.75、0勝2敗であった。オフの12月14日に放出された。

### オリックス時代
2010年12月17日にオリックス・バファローズが獲得を発表した。
2011年は開幕第3戦である4月14日の福岡ソフトバンクホークス戦で来日初登板・初先発を果たすが、2回表の5失点が響き敗戦投手になった。その後2試合登板も勝ち星はつかず、登録抹消される。再登録された5月12日のソフトバンク戦では、小久保裕紀に通算400本塁打となるソロ本塁打を打たれるも、6回までその1失点に抑える好投で来日初勝利を挙げ、以降5連勝を記録。6月15日の交流戦の横浜ベイスターズ戦では、加賀繁から来日初ホームランのソロ本塁打を放った。しかし、この試合以降は、好投しても打線の援護に恵まれないなど白星が頭打ちとなり、8月下旬で一旦登録抹消。9月に復帰後はリリーフでの登板機会もあり、9月18日のロッテ戦では3回から8回途中までのロングリリーフで1失点に抑えて白星を挙げ、続く9月25日の日本ハム戦では先発で7回無失点の好投で復調したが、10月2日の楽天戦では3回3失点で降板、10月5日の西武戦ではビハインドの登板で1回4失点と打ち込まれ、以後は二軍降格。結局、8勝6敗、防御率3.42の成績に終わった。
2012年は金子千尋の故障もあって、3月30日のヤフードームでの開幕戦、チームの外国人投手としては2004年の具臺晟以来8年ぶりに開幕投手を務めるも5回3失点で敗戦投手になる。その後も自身が粘りの投球を見せても、69回のうち援護点が僅か12得点、7月7日の対ロッテ戦で5得点の援護があったがその他の試合では最大1得点しか貰えない程、打線の援護にことごとく恵まれなかった。また、要所で制球を乱す場面もある等、結局は11試合の登板で未勝利に終わり、2004年の川崎憲次郎（当時・中日）以来、8年ぶりに開幕投手のシーズン未勝利となった。オフにはドミニカ共和国のウィンターリーグに参加。12月19日にミルウォーキー・ブルワーズとマイナー契約を結ぶが、オリックスが自由契約公示しない中での契約となり、オリックス球団本部補佐の横田昭作は「（FAの）身分について解釈の食い違いがあるのではないか」と話した。
2013年1月28日にオリックスが契約放棄を発表した。

### ブルワーズ時代
オリックスの契約破棄後はブルワーズとマイナー契約が成立し、2013年3月30日にブルワーズとメジャー契約を結んだ。6月24日に斜筋を痛め、6月25日に15日間の故障者リスト入りした。7月24日に復帰。8月16日にAAA級ナッシュビル・サウンズへ降格したが、8月30日に再昇格した。この年は33試合に登板し、3勝3敗1セーブ、防御率4.14だった。
2014年3月22日にAAA級ナッシュビルへ異動した。

### ブルワーズ退団後
2014年11月28日、韓国プロ野球・三星ライオンズと契約した。
2015年3月28日、SKワイバーンズ戦で公式戦開幕投手を務め、韓国初勝利を記録。13勝を記録したが同年限りで退団。
2016年6月24日、ロサンゼルス・ドジャースとマイナー契約を結ぶ。
2017年2月9日、台湾プロ野球・統一ライオンズと契約した。同年限りで退団。
2018年は所属球団がなく、オフにドミニカ共和国のウィンターリーグに参加した。

## プレースタイル
最速99mph（約159km/h、日本での最速は157km/h）の威力あるストレートに加え、変化球は80mph序盤のスライダー・カーブ・チェンジアップを有する。

## 詳細情報

### 年度別投手成績
| 年 度     | 球 団      | 登 板 | 先 発 | 完 投 | 完 封 | 無 四 球 | 勝 利 | 敗 戦 | セ 丨 ブ | ホ 丨 ル ド | 勝 率 | 打 者 | 投 球 回 | 被 安 打 | 被 本 塁 打 | 与 四 球 | 敬 遠 | 与 死 球 | 奪 三 振 | 暴 投 | ボ 丨 ク | 失 点 | 自 責 点 | 防 御 率 | W H I P |
| --------- | ---------- | ----- | ----- | ----- | ----- | -------- | ----- | ----- | -------- | ----------- | ----- | ----- | -------- | -------- | ----------- | -------- | ----- | -------- | -------- | ----- | -------- | ----- | -------- | -------- | ------- |
| 2009      | DET        | 5     | 3     | 0     | 0     | 0        | 2     | 2     | 0        | 0           | .500  | 83    | 17.0     | 23       | 3           | 10       | 0     | 1        | 16       | 0     | 0        | 13    | 12       | 6.35     | 1.94    |
| 2010      | DET        | 8     | 1     | 0     | 0     | 0        | 0     | 2     | 0        | 0           | .000  | 69    | 14.2     | 18       | 1           | 8        | 2     | 0        | 5        | 2     | 0        | 12    | 11       | 6.75     | 1.77    |
| 2011      | オリックス | 24    | 20    | 0     | 0     | 0        | 8     | 6     | 0        | 0           | .571  | 524   | 123.2    | 126      | 7           | 36       | 0     | 3        | 90       | 8     | 5        | 49    | 47       | 3.42     | 1.31    |
| 2012      | オリックス | 11    | 11    | 0     | 0     | 0        | 0     | 5     | 0        | 0           | .000  | 268   | 64.0     | 61       | 5           | 19       | 0     | 3        | 37       | 1     | 1        | 23    | 22       | 3.09     | 1.25    |
| 2013      | MIL        | 33    | 5     | 0     | 0     | 0        | 3     | 3     | 1        | 0           | .500  | 316   | 74.0     | 77       | 15          | 15       | 2     | 1        | 54       | 4     | 1        | 41    | 34       | 4.14     | 1.24    |
| 2014      | MIL        | 6     | 0     | 0     | 0     | 0        | 0     | 1     | 0        | 0           | .000  | 38    | 8.2      | 11       | 2           | 1        | 0     | 0        | 8        | 1     | 0        | 7     | 7        | 7.27     | 1.38    |
| 2015      | 三星       | 25    | 25    | 1     | 0     | --       | 13    | 7     | 0        | 0           | .650  | 688   | 165.0    | 154      | 16          | 51       | 0     | 7        | 117      | 6     | 0        | 66    | 62       | 3.38     | 1.24    |
| 2017      | 統一       | 27    | 22    | 0     | 0     | 0        | 5     | 9     | 1        | 2           | .357  | 596   | 128.2    | 166      | 19          | 46       | 2     | 6        | 109      | 12    | 0        | 102   | 90       | 6.30     | 1.65    |
| MLB：4年  | MLB：4年   | 52    | 9     | 0     | 0     | 0        | 5     | 8     | 1        | 0           | .385  | 506   | 114.1    | 129      | 21          | 34       | 4     | 2        | 83       | 7     | 1        | 73    | 64       | 5.04     | 1.43    |
| NPB：2年  | NPB：2年   | 35    | 31    | 0     | 0     | 0        | 8     | 11    | 0        | 0           | .421  | 792   | 187.2    | 187      | 12          | 55       | 0     | 6        | 127      | 9     | 6        | 72    | 69       | 3.31     | 1.29    |
| KBO：1年  | KBO：1年   | 25    | 25    | 1     | 0     | --       | 13    | 7     | 0        | 0           | .650  | 688   | 165.0    | 154      | 16          | 51       | 0     | 7        | 117      | 6     | 0        | 66    | 62       | 3.38     | 1.24    |
| CPBL：1年 | CPBL：1年  | 27    | 22    | 0     | 0     | 0        | 5     | 9     | 1        | 2           | .357  | 596   | 128.2    | 166      | 19          | 46       | 2     | 6        | 109      | 12    | 0        | 102   | 90       | 6.30     | 1.65    |

- 各年度の太字はリーグ最高

### 年度別守備成績
| 年 度 | 球 団 | 投手（P） | 投手（P） | 投手（P） | 投手（P） | 投手（P） | 投手（P） |
| 年 度 | 球 団 | 試 合     | 刺 殺     | 補 殺     | 失 策     | 併 殺     | 守 備 率  |
| ----- | ----- | --------- | --------- | --------- | --------- | --------- | --------- |
| 2009  | DET   | 5         | 0         | 2         | 0         | 0         | 1.000     |
| 2010  | DET   | 8         | 0         | 3         | 2         | 0         | .600      |
| 2013  | MIL   | 33        | 5         | 7         | 1         | 1         | .923      |
| 2014  | MIL   | 6         | 1         | 1         | 0         | 0         | 1.000     |
| MLB   | MLB   | 52        | 6         | 13        | 3         | 1         | .864      |

- 2020年度シーズン終了時

### 記録
NPB投手記録
- 初登板・初先発：2011年4月14日、対福岡ソフトバンクホークス3回戦（京セラドーム大阪）、6回5失点で敗戦投手
- 初奪三振：同上、1回表に内川聖一から見逃し三振
- 初勝利・初先発勝利：2011年5月12日、対福岡ソフトバンクホークス6回戦（福岡Yahoo! JAPANドーム）、6回1失点

NPB打撃記録
- 初安打・初本塁打・初打点：2011年6月15日、対横浜ベイスターズ4回戦（横浜スタジアム）、3回表に加賀繁から左越ソロ

### 背番号
- 43 （2009年 - 2010年）
- 42 （2011年 - 2012年）
- 45 （2013年 - 2014年）
- 44 （2015年、2017年）